# Stendal (distrito)
Stendal é um distrito (kreis ou landkreis) da Alemanha localizado no estado da Saxônia-Anhalt.

## Cidades e municípios
| Free towns                                                                    |
| ----------------------------------------------------------------------------- |
| 1. Bismark 2. Havelberg 3. Osterburg 4. Stendal 5. Tangerhütte 6. Tangermünde |

| Verbandsgemeinden | Verbandsgemeinden                                                                                | Verbandsgemeinden                                                                               |
| --- | ------------------------------------------------------------------------------------------------ | ----------------------------------------------------------------------------------------------- |
| 1. Arneburg-Goldbeck 1. Arneburg2 2. Eichstedt 3. Goldbeck1 4. Hassel 5. Hohenberg-Krusemark 6. Iden 7. Rochau 8. Werben2 | 2. Elbe-Havel-Land 1. Kamern 2. Klietz 3. Sandau2 4. Schönhausen1 5. Schollene 6. Wust-Fischbeck | 3. Seehausen 1. Aland 2. Altmärkische Höhe 3. Altmärkische Wische 4. Seehausen1, 2 5. Zehrental |
| 1sede do Verbandsgemeinde; 2cidade                                                                                        |                                                                                                  |                                                                                                 |